# A Self-Made Widow
A Self-Made Widow er en amerikansk stumfilm fra 1917 af Travers Vale.

## Medvirkende
- Alice Brady som Sylvia
- John Bowers som Fitzhugh Castleton
- Curtis Cooksey som Bobs
- Justine Cutting som Semphronia Benson
- Richard Clarke som Butts